# Comuna de Goleniów
Goleniów (polaco: Gmina Goleniów) é uma gminy (comuna) na Polónia, na voivodia de Pomerânia Ocidental e no condado de Goleniowski.
De acordo com os censos de 2005, a comuna tem 32.654 habitantes, com uma densidade 73,7 hab/km².

## Área
Estende-se por uma área de 443,06 km².

## Demografia
Dados de 30 de Junho de 2004:
|                      | Total   | Total | Mulheres | Mulheres | Homens  | Homens |
| -------------------- | ------- | ----- | -------- | -------- | ------- | ------ |
|                      | pessoas | %     | pessoas  | %        | pessoas | %      |
| População            | 32 654  | 100   | 16 735   | 51,2     | 15 919  | 48,8   |
| Densidade (pop./km²) | 73,7    | 100   | 37,8     | 37,8     | 35,9    | 35,9   |

De acordo com dados de 2002, o rendimento médio per capita ascendia a 1273,99 zł.